# Boda de Federico, príncipe heredero de Dinamarca, y María Donaldson
La boda del príncipe heredero Federico de Dinamarca y María Donaldson tuvo lugar el 14 de mayo de 2004.

## Antecedentes
Federico es el hijo mayor de la reina Margarita II de Dinamarca y el príncipe consorte Enrique. 
Conoció a María en los Juegos Olímpicos de Sídney (Australia) en el año 2000, ella desconocía su identidad. En un primer momento el noviazgo se mantuvo en secreto pero los medios daneses terminaron descubriendo la relación.
El 24 de septiembre de 2003 se anunció que la madre de Federico, la reina Margarita II de Dinamarca había dado su consentimiento a su matrimonio al Consejo de Estado en una reunión prevista para el 8 de octubre de 2003.
Federico y María se comprometieron oficialmente el 8 de octubre de 2003. Federico obsequió a María un anillo de compromiso con un diamante esmeralda y dos baguettes esmeralda rubí. Antes de la boda, a María, que tenía doble ciudadanía de Australia y Reino Unido, se le concedió la nacionalidad danesa. Ella también se convirtió a Iglesia de Dinamarca. Los medios retrataron la relación de Federico y María como una novela moderna de "cuento de hadas" entre un príncipe y una plebeya.

## Celebraciones previas

### Cena de gala en el Palacio de Christiansborg
El 11 de mayo de 2003 hubo una cena de gala en Palacio de Christiansborg en honor a los novios. Un cóctel, cena y espectáculo, en el que María Donaldson fue el centro de atención de más de 300 invitados de los principales órganos del país nórdico en el mundo.

### Recepción en el Ayuntamiento de Copenhague
El 12 de mayo de 2003 el alcalde de Conpenhague, Jens Kramer Mikkelsen, ofreció una recepción a la familia real y el príncipe Federico dio un discurso.

### Recepción en el Parlamento y gala en el Teatro Real de Copenhague
El día 13 de mayo de 2004 los novios visitaron el Parlamento por la mañana. Ese mismo día, por la tarde se celebró una gala en el Teatro Real de Copenhague, donde se celebró un extraordinario espectáculo de música clásica, jazz, ballet y rock, al que asistieron 1.200 invitados, entre ellos numerosos miembros de la realeza extranjera.

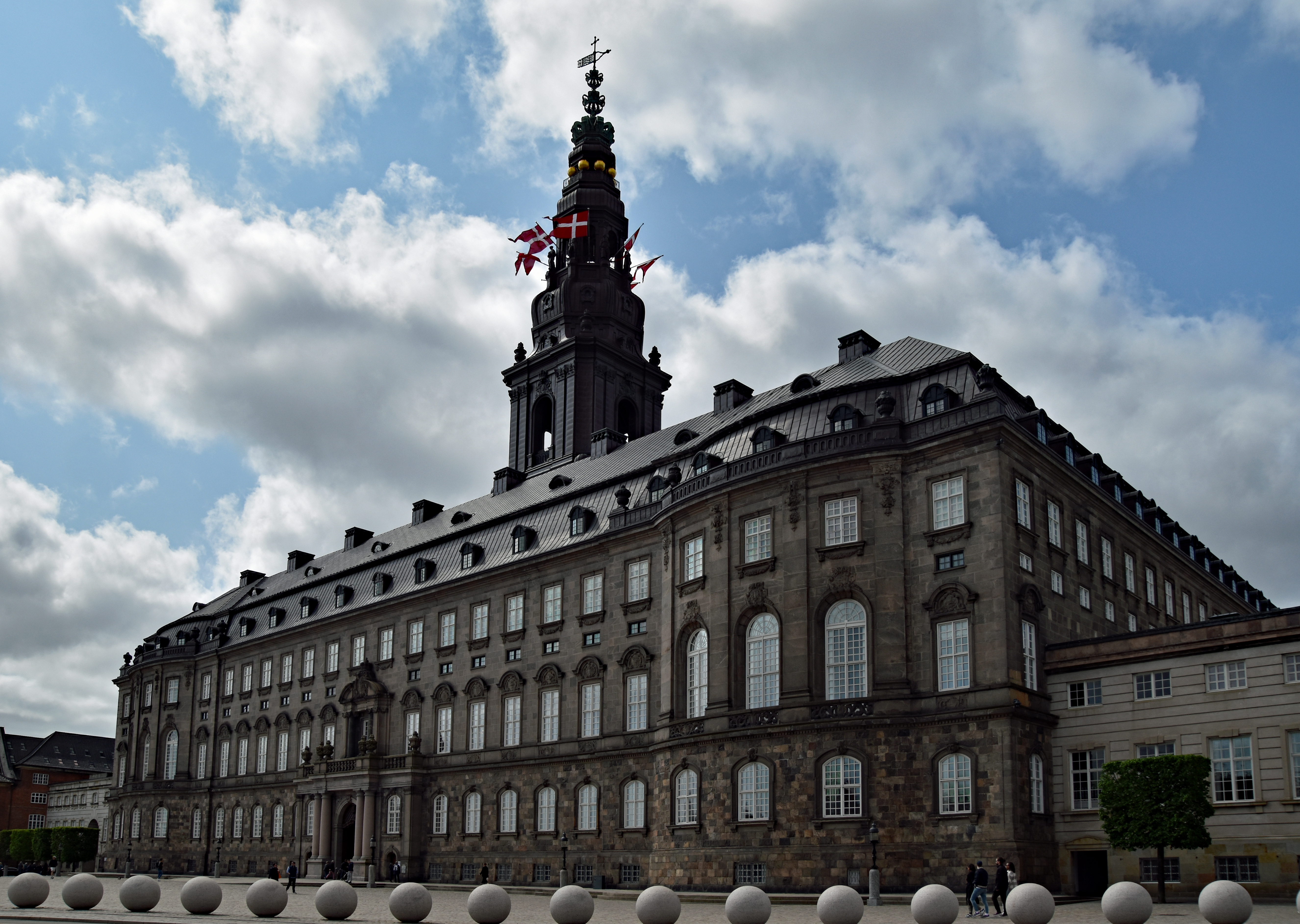
Palacio de Christiansborg

## Boda
La ceremonia se celebró el 14 de mayo de 2004 en la Catedral de Nuestra Señora de Copenhague a las 16:00 horas.
El príncipe Federico entró al templo acompañado de su hermano el príncipe Joaquín, María lo hizo del brazo de su padre John Donaldson.

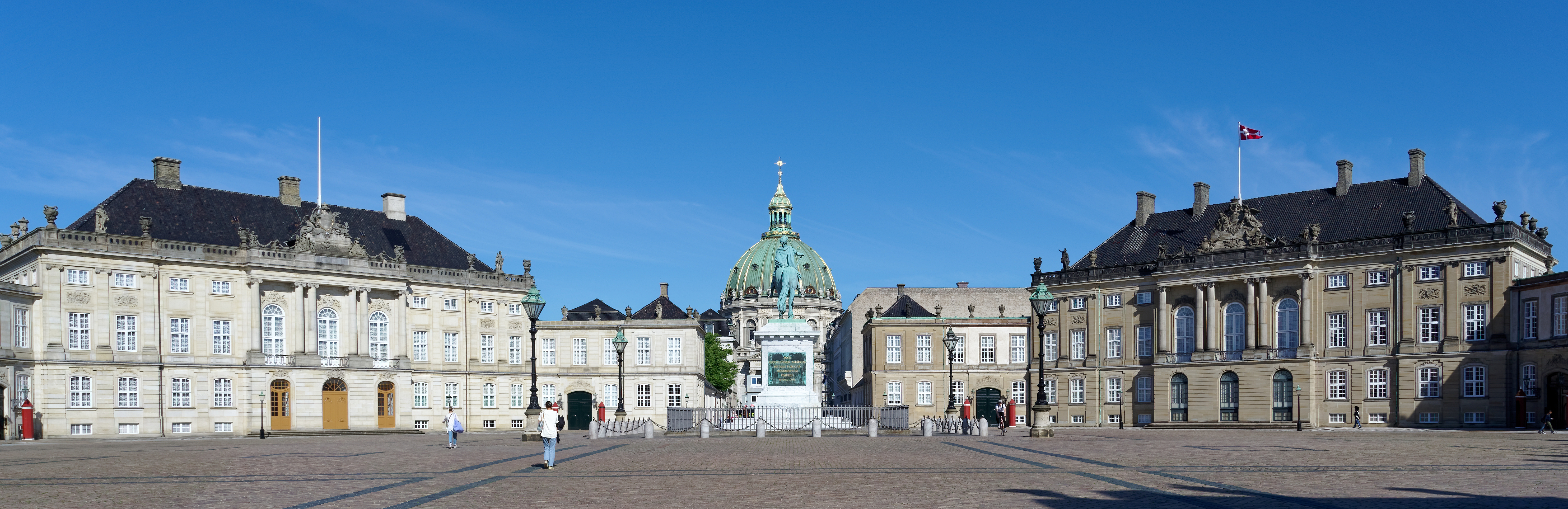
Palacio de Amalienborg

Después de la ceremonia los novios recorrieron en carruaje la calles del centro de Copenhague hasta llegar al Palacio de Amalienborg donde saludaron a la multitud desde el balcón.

###### Pajes y damas de honor
- Jane Stephens (hermana de la novia)
- Patricia Bailey (hermana de la novia)
- Amber Petty (amiga de la novia)
- Erin Stephens (sobrina de la novia)
- Kate Stephens (sobrina de la novia)
- Maddison Woods (sobrina de la novia)
- Príncipe Nicolás de Dinamarca (sobrino de novio)
- Conde Richard von Pfeil und Klein-Ellguth (primo del novio)

###### Vestido
María llevaba un vestido de novia creado por el diseñador de moda danés Uffe Frank, con un velo usado por primera vez por la princesa Margarita de Connaught, reina consorte de Suecia, y luego por su hija la princesa Ingrid de Suecia, reina consorte de Dinamarca. El velo, hecho de encaje irlandés, más tarde fue utilizado por las hijas de Ingrid, las princesas Margarita II, Benedicta y Ana María. La tiara nupcial de María fue un regalo de la reina Margarita II de Dinamarca y príncipe Enrique. 
El ramo nupcial está compuesto con un toque de flores australianas. El eje es una cinta de seda trenzada rematada con un anillo de plata, donde están grabados el monograma de los novios.

###### Banquete

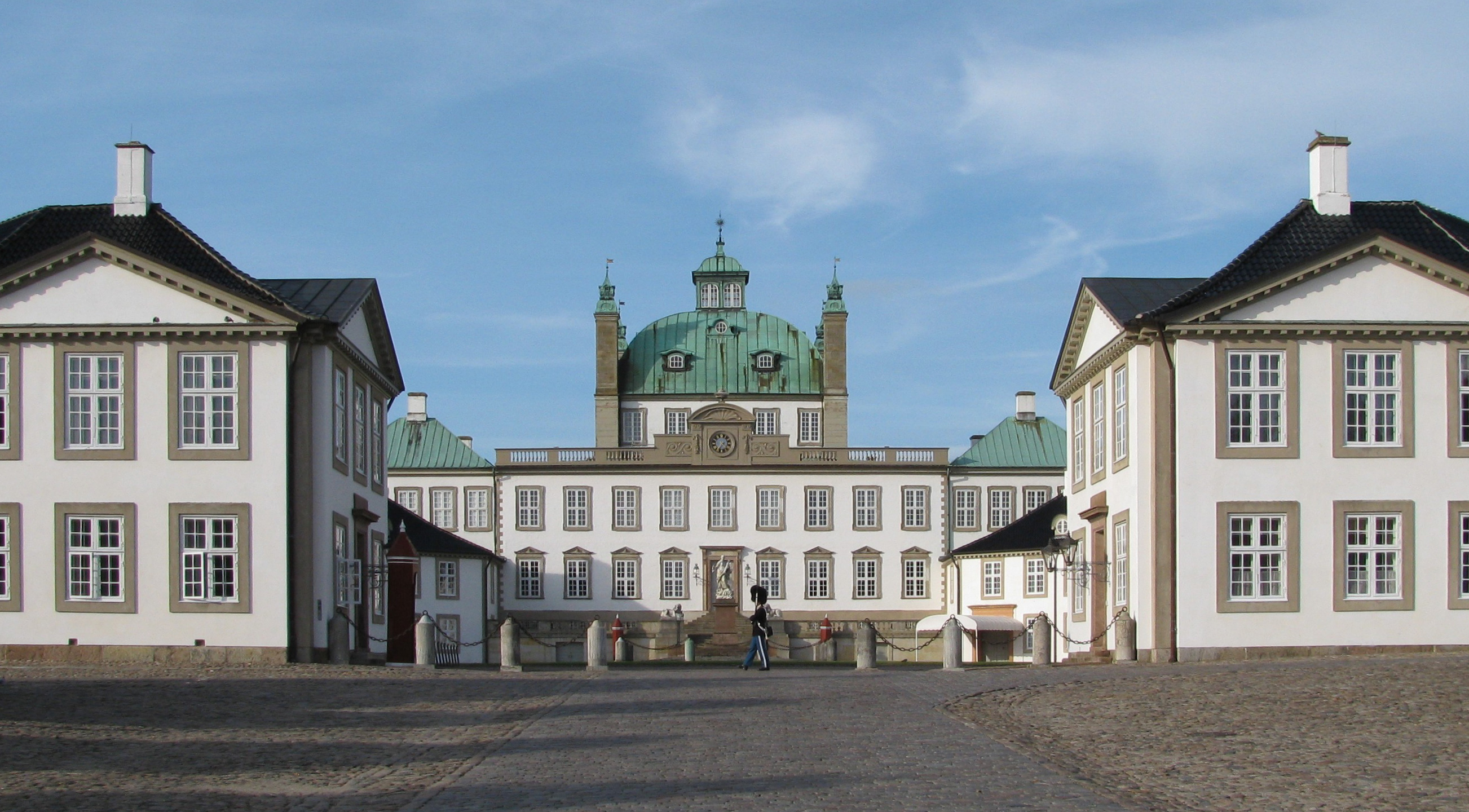
Palacio de Fredensborg

Después de saludar desde el Palacio de Amalienborg, los novios e invitados se trasladaron al Palacio de Fredensborg donde se celebró el banquete en unas carpas instaladas en los jardines. De los ochocientos invitados que asistieron a la ceremonia religiosa, sólo la mitad también asistieron al banquete de bodas porque no había capacidad para más en el palacio.
El menú estuvo compuesto por: timbal de los frutos del mar de los mares nórdicos y salsa de erizo de mar; gamos curtidos de los Bosques Reales, patatas rissolé de Samsø, guisantes parisinos y mokler salteado; espárragos blancos daneses y pollo de Bornholm perfumados con sidra de manzana; pastel de Mousse de Chocolate Blanco "La Pareja Príncipe Heredero".
Durante el banquete dieron discursos la reina Margarita, el príncipe Enrique, el padre de la novia y el príncipe heredero.

## Invitados

### Familia real danesa
- Reina Margarita II y príncipe Enrique
  - Príncipe Joaquín y princesa Alejandra
    - Príncipe Nicolás
- Princesa Benedicta y príncipe Ricardo VI de Sayn-Wittgenstein-Berleburg
  - Príncipe heredero Gustavo de Sayn-Wittgenstein-Berleburg
  - Princesa Alejandra de Sayn-Wittgenstein-Berleburg y conde Jefferson von Pfeil und Klein-Ellguth
    - Conde Richard von Pfeil und Klein-Ellguth

  - Princesa Natalia de  Sayn-Wittgenstein-Berleburg
- Reina Ana María y rey Constantino II de Grecia
  - Príncipe heredero Pablo y princesa heredera Marie Chantal
  - Príncipe Nicolás
  - Princesa Teodora
- Princesa Isabel
- Conde Ingolf y la condesa Sussie de Rosenborg
- Conde Cristián y condesa Ana Dorte de Rosenborg
- Condesa Rut de Rosenborg
- Condesa Karin de Rosenborg
- Condesa Thyra de Castell-Castell

###### Familia Monpezat
- Condesa Françoise, Sra. Bardin
- Conde Étienne de Laborde de Monpezat
  - Conde Raphaël de Laborde de Monpezat
  - Conde Bertrand de Laborde de Monpezat
  - Conde Arthur de Laborde de Monpezat
- Conde Jean-Baptiste de Monpezat
- Condesea Maureville, Sra. Beauvillain

###### Familia Donaldson
- John Donalson y Susan Donalson 
  - Jane Stephens y Craig Stephens
  - Patricia Bailey y Scott Bailey
  - John Donaldson y Leanne Donaldson
- Peter Donaldson
- John Pugh
- Margaret Cunningham

### Casas reales reinantes

###### Bélgica
- Rey Alberto II y reina Paola
  - Príncipe heredero Felipe y princesa heredera Matilde, duques de Brabante
  - Princesa Astrid y archiduque Lorenzo de Austria-Este
  - Príncipe Lorenzo y princesa Clara

###### España
- Reina Sofía
  - Príncipe heredero Felipe, príncipe de Asturias y señorita Letizia Ortiz[3]
  - Infanta Elena y señor Jaime de Marichalar, duques de Lugo
  - Infanta Cristina y señor Iñaki Urdangarin, duques de Palma de Mallorca

###### Japón
- Príncipe heredero Naruhito

###### Liechtenstein
- Príncipe Venceslao

###### Luxemburgo
- Gran duque Enrique y gran duquesa María Teresa
  - Gran duque heredero Guillermo
- Príncipe Guillermo

###### Mónaco
- Príncipe heredero Alberto, marqués de Baux
- Princesa Carolina y príncipe Ernesto Augusto V de Hannover

###### Noruega
- Rey Harald V y reina Sonia
  - Príncipe heredero Haakon y princesa heredera Mette-Marit
  - Princesa Marta Luisa y señor Ari Behn

###### Países Bajos
- Reina Beatriz II
  - Príncipe heredero Guillermo Alejandro y princesa heredera Máxima, príncipe de Orange
  - Príncipe Constantino y princesa Laurentien

###### Reino Unido
- Conde Eduardo y condesa Sofía de Wessex

###### Suecia
- Rey Carlos XVI Gustavo y reina Silvia
  - Princesa heredera Victoria
  - Príncipe Carlos Felipe
  - Princesa Magadalena
- Conde Carl Johan y condesa Gunnila Bernadotte de Wisborg

### Casas reales no reinante

###### Alemania
- Príncipe Phillip de Hesse
- Princesa Xenia de Hohenlohe Langenburg
- Príncipe Wilhelm de Schaumburg-Lippe
- Princesa Ilona de Schaumburg-Lippe
- Príncipe Christian de Schaumburg-Lippe

###### Austria
- Arquiduque Karl de Austria

###### Bulgaria
- Príncipe Kardam y princesa Miriam, príncipes de Turnovo

###### Italia
- Príncipe Vítor Emanuel y princesa Marina, príncipes de Nápoles

###### Irán
- Emperatriz viuda Farah

###### Yugoslavia
- Príncipe heredero Alejandro y princesa heredera Katherine

###### Portugal
- Príncipe Duarte Pio y princesa Isabel, duques de Braganza

###### Rusia
- Príncipe Dimitri Romanov y princesa Dorrit Romanov

## Otros datos
El matrimonio reside durante unos meses en el Palacio de Amalienborg y otros en el Palacio de Fredensborg.
Federico y María han tenido cuatro hijos:
- Príncipe heredero Cristián de Dinamarca (15 de octubre de 2005)
- Princesa Isabel de Dinamarca (21 de abril de 2007)
- Príncipe Vicente de Dinamarca (8 de enero de 2011)
- Princesa Josefina de Dinamarca (8 de enero de 2011)

El 14 de enero de 2024 la reina Margarita II abdica en favor de su hijo y Federico se convierte en el nuevo monarca y María en la reina consorte. 